# Cuiry-Housse
Cuiry-Housse è un comune francese di 104 abitanti situato nel dipartimento dell'Aisne della regione dell'Alta Francia.

## Società

### Evoluzione demografica
Abitanti censiti